# Кубань
Кубань (Кубанщина, Кубанська область) — історичний регіон на Північному Кавказі, в долині річки Кубань та її приток. З кінця XVIII століття, після геноциду черкесів, заселена українцями, зокрема запорізькими козаками. З 1860 року під назвою Кубанська область адміністративно-територіальна одиниця Російської імперії, земля Кубанського козацького війська. Історичним центром Кубані є місто Краснодар.
Сьогодні це територія Краснодарського, Ставропольського країв, Адигеї, Ростовської області і Карачаєво-Черкесії Російської Федерації.

## Географія
Територія Кубані охоплює Краснодарський край, Адигею і частину територій Ростовської області, Ставропольського краю і Карачаєво-Черкесії.
Важливі міста історичного краю:
- Краснодар
- Єйськ
- Темрюк
- Слов'янськ-на-Кубані
- Армавір
- Невинномиськ
- Анапа

## Історія
- За часів Візантії у 500–600 рр. тут уперше з'явилися руси з Подніпров'я, які згодом (965 р.) захопили Тмуторокань, — тут постало Тмутороканське князівство.
- Переселення в 1792 році козаків Чорноморського козацького війська з України (сформоване в 1787 році за ініціативою Григорія Потьомкіна з решти розформованого Запорізького козацького війська).
- У 1797 р. відбулося повстання козаків Чорноморського козацького війська, відоме як Перський бунт.
- Від 30 квітня по 3 травня 1917 року у Катеринодарі відбулися збори козацтва, на яких утворився козацький уряд — Кубанська Військова Рада.
- 16 лютого 1918 року Законодавча Рада проголошує Кубанську Народну Республіку, а через декілька днів по закінченні сесії нарада членів Ради ухвалює резолюцію «Про прилучення Кубані на федеративних умовах до України»[3].
- Грошами періоду незалежності Кубані в 1918—1920 роках залишався російський рубль (карбованець). Державним банком Кубані у Катеринодарі планувалось випустити власні кубанські гроші. Війна з більшовиками і боротьба за владу з денікінцями не дало збутися планам.[джерело?]

Герб Кубанської Народної Республіки.
Прапор Кубані. Малиновий символізує чорноморців.
Прапори чорноморських козаків.

- У 1933 р. був Голодомор. Голодомор на Кубані був не менш суворий, ніж в інших українських етнічних землях[4].
- Під час Перебудови розпочалося відродження кубанського козацтва. Влітку-восени 1991 року на колишній території Кубанської Народної Республіки було проголошено декілька козацьких республік: Армавірська, Зеленчуцько-Урупська та Баталпашинська, причому останні дві об'єдналися у Козацьку Верхню Кубань. З них фактичну владу мала тільки Зеленчуцько-Урупська козацька республіка, яка проіснувала півроку[5].

## Адміністративно-державні утворення на теренах Кубані

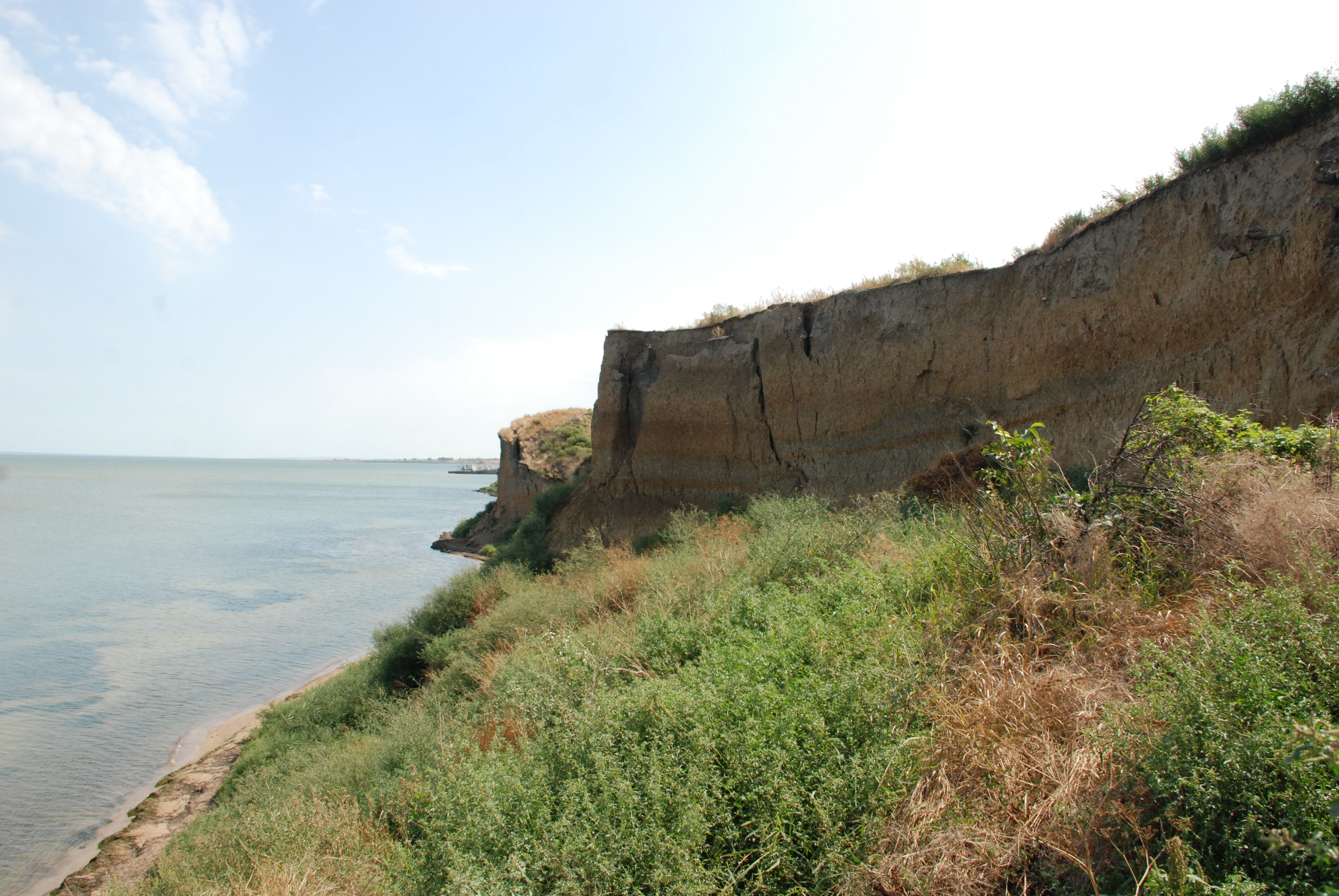
Місце, де розташовувалася давня Тмуторокань.

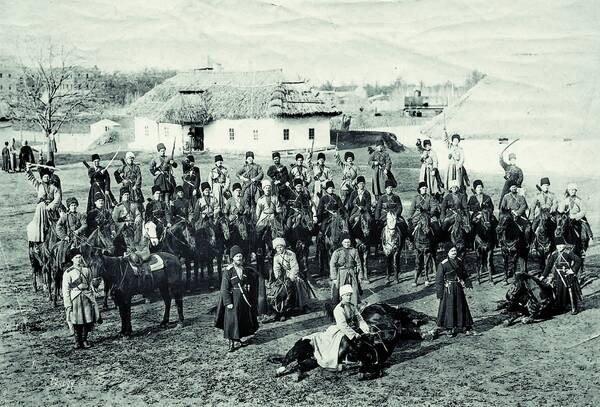
Козаки 1-го Катеринодарського полку імені отамана Чепіги Кубанського козацького війська, початок XX століття.

### Античність
- Боспорське царство

### У добуКиївської Русі
- Тмутороканське князівство

### Середньовіччя
- Черкесія
- Мала Ногайська Орда

### У добу козацької України
- Чорноморське козацьке військо
- Кубанське козацьке військо

### У добуВизвольних Змагань
- Кубанська Народна Республіка
- Український національний рух на Кубані в 1917—1920 рр.

## Населення

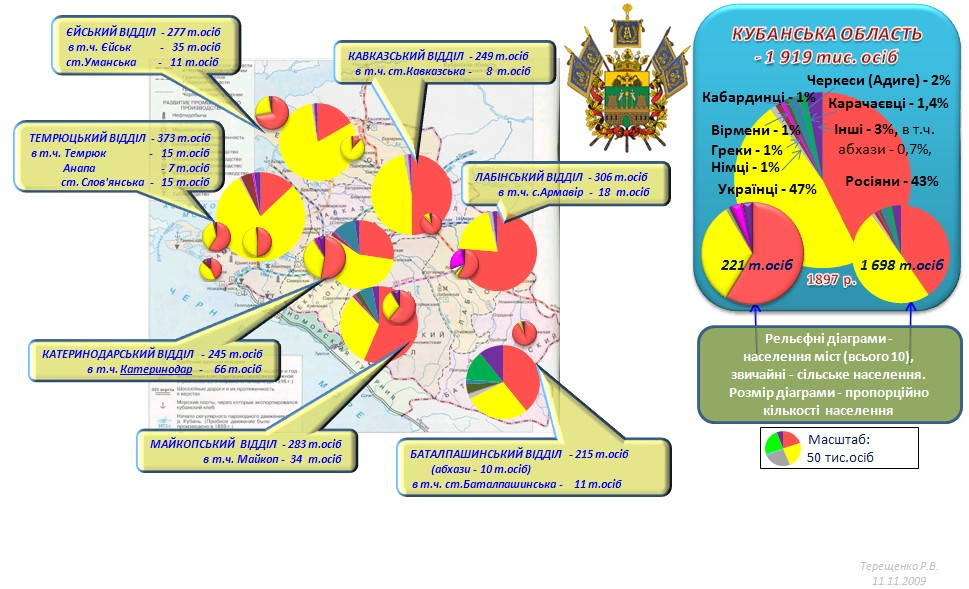
Населення Кубанської області за рідною мовою в 1897 році

Рідна мова населення Кубанської області за даними перепису 1897 року:
| Відділ                  | Разом     | Українська | Російська | Інша    | Відділ                  | Українська | Російська | Інша   |
| ----------------------- | --------- | ---------- | --------- | ------- | ----------------------- | ---------- | --------- | ------ |
| Катеринодарський відділ | 245 173   | 126 941    | 83 751    | 34 481  | Катеринодарський відділ | 51,8 %     | 34,2 %    | 14,1 % |
| Баталпашинський відділ  | 215 400   | 58 421     | 90 305    | 66 674  | Баталпашинський відділ  | 27,1 %     | 41,9 %    | 31,0 % |
| Єйський відділ          | 277 300   | 205 063    | 65 449    | 6 788   | Єйський відділ          | 73,9 %     | 23,6 %    | 2,4 %  |
| Кавказький відділ       | 249 182   | 114 037    | 127 385   | 7 760   | Кавказький відділ       | 45,8 %     | 51,1 %    | 3,1 %  |
| Лабинський віддл        | 305 733   | 57 850     | 229 954   | 17 929  | Лабинський віддл        | 18,9 %     | 75,2 %    | 5,9 %  |
| Майкопський відділ      | 283 117   | 88 588     | 161 230   | 33 299  | Майкопський відділ      | 31,3 %     | 56,9 %    | 11,8 % |
| Темрюцький відділ       | 342 976   | 257 918    | 58 660    | 26 398  | Темрюцький відділ       | 75,2 %     | 17,1 %    | 7,7 %  |
| Кубанська область       | 1 918 881 | 908 818    | 816 734   | 193 329 | Кубанська область       | 47,4 %     | 42,6 %    | 10,1 % |

Національний склад Кубанського округу за даними перепису 1926 року:
| Національність | Чисельність | Частка  |
| -------------- | ----------- | ------- |
| українці       | 1,550,729   | 67,5%   |
| росіяни        | 607,220     | 35,0 %  |
| вірмени        | 11,007      | 1,2 %   |
| білоруси       | 2,110       | 0,4 %   |
| німці          | 2,050       | 0,3 %   |
| Всього         | 2,157,949   | 100,0 % |

Національний склад серед міського та сільського населення у 1926 році:
| Національність | Чисельність міських жителів | Частка у міському населенні | Чисельність сільських жителів | Частка у сільському населенні |
| -------------- | --------------------------- | --------------------------- | ----------------------------- | ----------------------------- |
| українці       | 64 465                      | 31,4 %                      | 850 985                       | 67,2 %                        |
| росіяни        | 113 640                     | 55,3 %                      | 384 462                       | 30,3 %                        |
| вірмени        | 14 060                      | 6,8 %                       | 6 963                         | 0,5 %                         |
| білоруси       | 3 403                       | 1,7 %                       | 5 031                         | 0,4 %                         |
| німці          | 1 281                       | 0,6 %                       | 5 974                         | 0,5 %                         |
| Всього         | 205 478                     | 100,0 %                     | 1 267 070                     | 100,0 %                       |

## Відомі українці, пов'язані з Кубанню

### Народилися на Кубані

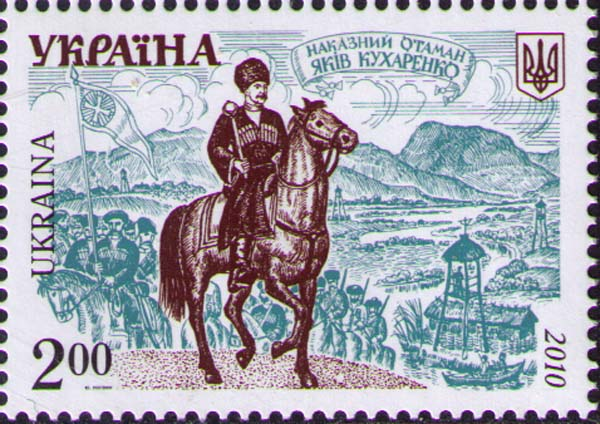

- Кухаренко Яків Герасимович (1800, Катеринодар, Чорноморське козацьке військо —1862) — український письменник. Наказний отаман Чорноморського козацького війська. Друг Тараса Шевченка. Похований у Катеринодарі.
- Вареник Василь Степанович (1816, Чорноморське козацьке військо —1893, Катеринодар, Кубанська область) — кубанський письменник. Автор гумористичних оповідань «Мова про хузію» та «Великодня п'ятниця». Був відомий під прізвиськом «кубанський Цицерон»[8][9].
- Ерастов Степан Іванович (1856, Катеринодар — 1933, Сухумі) — український громадсько-політичний діяч, меценат українського культурного руху на Кубані, один із засновників Української Центральної Ради.
- Мова (Лиманський) Василь Семенович (1842, Солодкий Лиман, Чорноморське козацьке військо —1891, Катеринодар, Кубанська область) — український письменник. Класик української кубанської літератури.
- Щербина Федір Андрійович (1849, Новодерев'янківська, Чорноморське козацьке військо —1936) — український і російський науковець, дослідник козацького життя на Кубані, політичний діяч Кубанської Народної Республіки, член Наукового товариства імені Шевченка, професор Української господарської академії в Чехії. Похований у Краснодарі.
- Бардіж Кіндрат Лукич (1868, Брюховецька, Катеринодарський округ, Кубанська область —1918, Туапсе, Чорноморська губернія) — урядовий діяч Кубанської Народної Республіки, прибічник ідеї соборності українських земель.
- Бич Лука Лаврентійович (1870, Павлівська, Єйський повіт, Кубанська область —1945) — політичний діяч Кубанської Народної Республіки, Голова уряду Кубанської Народної Республіки у 1917—1918 рр., Голова Кубанської Законодавчої Ради у 1920 р. Ректор і викладач Української господарської академії у Подєбрадах.
- Півень Олександр Юхимович (1872, Павлівська, Єйський повіт, Кубанська область —1962) — український поет-гуморист. Автор збірок «Сім кіп брехеньок», «Чорноморські витребеньки, або Три мішки гречаної вовни», «Весела козацька старовина», «Веселим людям на втіху», «Торбина сміху та мішок реготу», «Козацькі жарти та сміхи усім людям для втіхи», «Смійся, регочись та за боки берись» та ін.[10].
- Безкровний Кузьма Якимович (1877, Охтирська, Темрюцький повіт, Кубанська область —1937) — український громадський та політичний діяч, міністр внутрішніх справ Кубанської Народної Республіки.
- Рябовіл Микола Степанович (1883, Дінська, Катеринодарський повіт, Кубанська область —1919) — український політичний діяч на Кубані, Голова Кубанської Законодавчої Ради у 1917—1919 рр.
- Манжула Степан Федорович (1885, Дінська, Катеринодарський повіт, Кубанська область — після 1945) — політичний діяч Кубанської Народної Республіки, палкий прихильник об'єднання Кубані з незалежною Україною.
- Волох Омелян Іванович (1886, Калниболотська, Єйський повіт, Кубанська область —1937) — військовий діяч часів Епохи Визвольних Змагань.
- Іванис Василь Миколайович (1888, Настасівська, Темрюцький відділ, Кубанська область —1974) — український державний та громадський діяч, Голова уряду Кубанської Народної Республіки та Військовий отаман Кубанського козацького війська у 1920 році. Палкий прихильник об'єднання Кубані з Україною.
- Штепа Павло (1897, Новодмитріївська, Катеринодарський відділ, Кубанська область —1983) — український письменник, автор резонансних досліджень щодо відмінностей між росіянами та українцями «Українець і москвин: дві протилежності», «Московство: його походження, зміст, форми й історична тяглість».
- Щербина Никифор (1900, Старокорсунська, Катеринодарський відділ, Кубанська область —1977) — український поет.
- Теліга Михайло Якович (1900, Охтирська, Темрюцький відділ, Кубанська область —1942) — український громадський та політичний діяч, кубанський бандурист.
- Горбачов Михайло Сергійович (1931, Привольне, Медвеженський район, Північно-Кавказький край) — останній керівник Радянського Союзу. Предки Горбачова з боку матері (на прізвище Гопкало) були переселенцями з Чернігівщини та Харківщини[11][12]. Згідно зі статистичними даними на 1873 р., село Привольне (Привільне), де народився Горбачов, було за національним складом українським[13].

### Пов'язані з Кубанню життям та працею
- Мстислав Хоробрий (бл. 983—1036) — син Володимира Великого, перший князь Тмутороканського князівства, перший князь Чернігівського князівства з династії Рюриковичів.
- Чепіга Захарій Олексійович (1725—1797, Катеринодар, Чорноморське козацьке військо) — кошовий отаман Чорноморського козацького війська у 1788—1797 рр. Саме за часів його отаманування запорізькі козаки переселилися з Придністров'я на Кубань.
- Головатий Антін Андрійович (1732 або 1744—1797) — один із засновників чорноморського козацтва. Кошовий отаман Чорноморського війська у 1797 році.
- Рубець Олександр Іванович (1837—1913) — український фольклорист та хоровий диригент, збирач народних пісень. У 1868 і 1874 (за дорученням Петербурзької консерваторії) рр. збирає українські пісні на Кубані.
- Дикарів Митрофан Олексійович (1854—1899, Катеринодар, Кубанська область) — український фольклорист, етнограф, мовознавець, «основоположник кубанської етнографії».
- Жарко Яків Васильович (1861—1933, Краснодар, Північно-Кавказький край) — український поет та громадський діяч.
- Трильовський Кирило Йосифович (1864—1941) — засновник товариства «Січ» і січового руху в Галичині. 1902 року, використовуючи ноти до поклику, яким запорожці колись скликали на військову раду, і які він отримав з Кубані, К. Трильовський створив відому стрілецьку пісню «Гей, там на горі Січ іде».
- Міхновський Микола Іванович (1873—1924) — український політичний і громадський діяч, борець за «самостійну суверенну Україну, соборну, цілу і неподільну, від Сяну по Кубань» («Credo молодого українця»). У 1920—1924 рр. жив у станиці Полтавській, де учителював та займався українізацією[14][15].
- Кошиць Олександр Антонович (1875—1944) — український хоровий диригент, композитор, етнограф та письменник-мемуарист. У 1903—1905 рр. збирав і записував козацькі пісні на Кубані, які згодом опублікував у збірці «500 кубанських народних пісень»[16].
- Боржинський Федір Кіндратович (1879—1919) — український дипломат, перший посол Української Держави в Кубанській Народній Республіці. Підступно вбитий російськими білогвардійцями.
- Петлюра Симон Васильович (1879—1926) — український державний та політичний діяч, Голова Директорії УНР. У 1902—1904 рр., займаючись революційною діяльністю, перебував на Кубані, де взяв участь в організації у Катеринодарі осередку Революційної української партії — «Чорноморської вільної громади». Саме на Кубані розпочалася журналістська діяльність С. Петлюри, за революційну роботу він потрапив до Катеринодарської в'язниці. Близькими товаришами С. Петлюри на Кубані були Федір Щербина та Кузьма Безкровний[17][18]. Проблемам української Кубані С. Петлюра присвятив розвідку «Українізація на Кубані та Північному Кавказі»[19].
- Барка Василь Костянтинович (1908—2003) — український письменник, автор роману «Жовтий князь», написаного під враженням пережитого Голодомору 1932—1933 років на Кубані.
- Варавва Іван Федорович (1925—2005, Краснодар, Краснодарський край) — поет, фольклорист, популяризатор української культури на Кубані.
- Польовий Ренат Петрович (1927—2008) — український письменник і краєзнавець, у 1951—1953 рр. жив на Кубані, в станиці Охтанизівській, де породнився з кубанськими козаками, одружившись з місцевою мешканкою Вірою Денисенко. Автор книги «Кубанська Україна» (Київ, 2002) [Архівовано 4 березня 2016 у Wayback Machine.].
- Коваль Роман Миколайович (1959) — український письменник, краєзнавець, автор книги «Нариси з історії Кубані» (Київ, 2004) [Архівовано 26 листопада 2015 у Wayback Machine.].
- Білий Дмитро Дмитрович (1967) — український письменник, історик, дослідник Кубані, нащадок переселенців з Кубані.

## Геноцид українців на Кубані

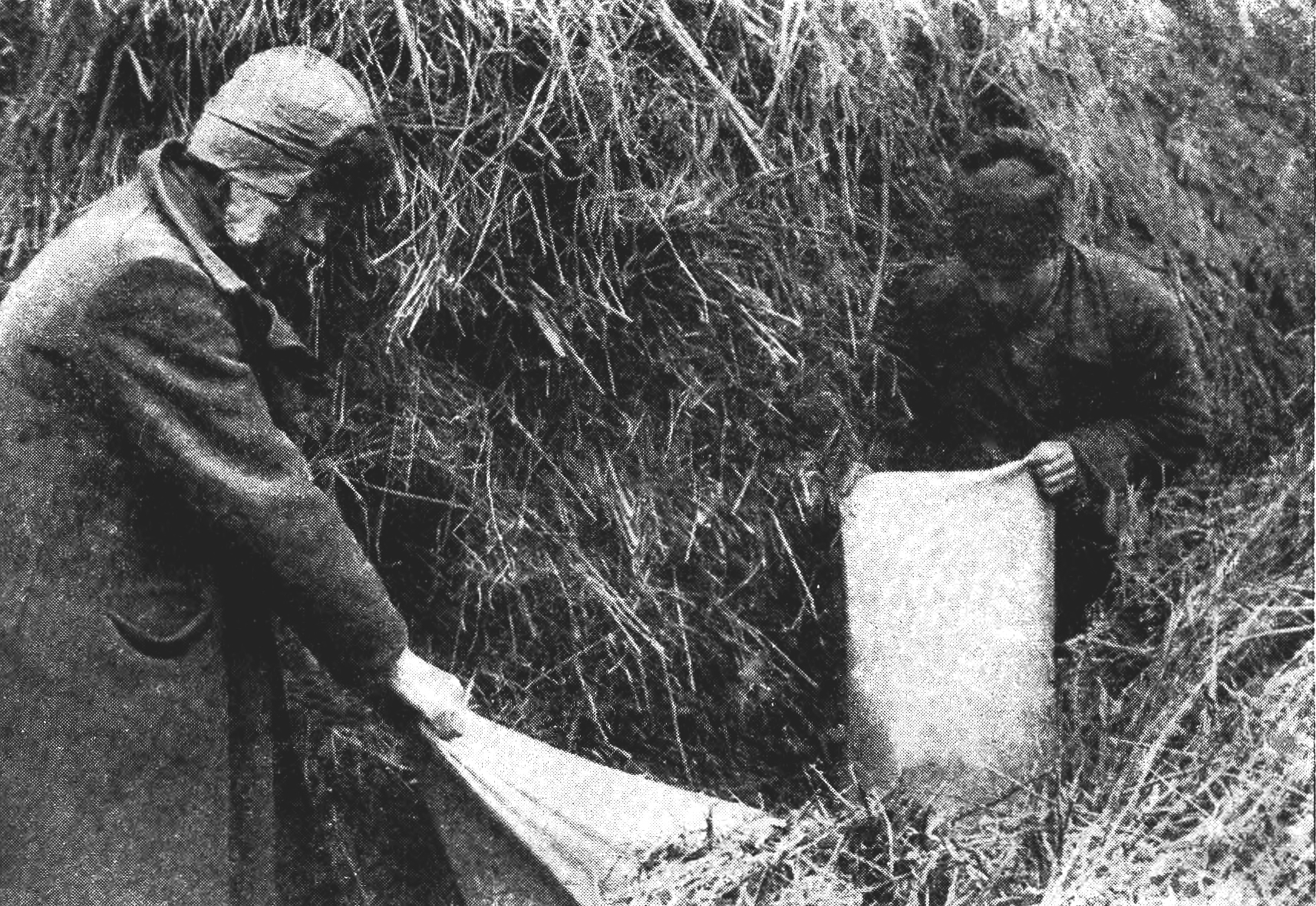
Реквізиція зерна у заможних селян. Кубань, Радянський Союз. 1933

Як і на території УРСР на Кубані проводилися політика, що призвела до голоду. Те, що він на Кубані був штучним і є геноцидом українського народу, свідчать і дані офіційного перепису населення. Згідно з дослідженням В. Ракачева, кандидата історичних наук, доцента кафедри соціології Кубанського державного університету, процеси колективізації, голод 1932—1933 років, репресії стали причиною серйозних змін у демографічній структурі. В результаті цих подій значно скоротилася кількість населення, особливо чоловічого. Проаналізувавши дані, автор дослідження звертає увагу на те, що хоча голод і неврожай спостерігалися тоді в багатьох областях СРСР, проте найбільше постраждали сільськогосподарські області України (окрім Донбасу), Саратовська, Куйбишевська області, АРСР німців Поволжя, а також Кубань.
Дослідник І. Краваль вважає, що причиною такої ситуації є те, що саме в цих областях спостерігався найбільший спротив політиці розкуркулення і колективізації. Якщо б голод не був штучним, то, звичайно, всі області постраждали більш-менш однаково. Проте дані чисельності населення є яскравим свідченням того, що голод, розкуркулення і репресії спричинили більше наслідків в тих областях, де населення активно супротивилося політиці вищого керівництва СРСР на чолі з Й. Сталіним. Відповідно до перепису населення 1926 року на Кубані проживало близько 1,5 млн українців, зокрема в Кубанському окрузі їх проживало 916 тисяч, що становило 62 % всього населення; в Ставропольському окрузі 246 тисяч українців (34 %), Чорноморському − 104 тисячі (38 %), Терському — 194 тисяч (30 %). Перепис населення, котрий було проведено 2010 року, засвідчив катастрофічне зменшення чисельності саме українців на цих землях, головною причиною якого став саме голод 1932-33 років. Згідно з цим переписом, у Краснодарському краї зараз проживає лише 84 тисячі українців (1,6 %), а в Ставропольському — 30 тисяч (1,1 %). Разом це становить ледве 114 тисяч українців. Це майже в 15 разів (!) менше ніж було в 1920-х роках. Про це писало інтернет-видання Українська Кубань.

## Українське життя на Кубані

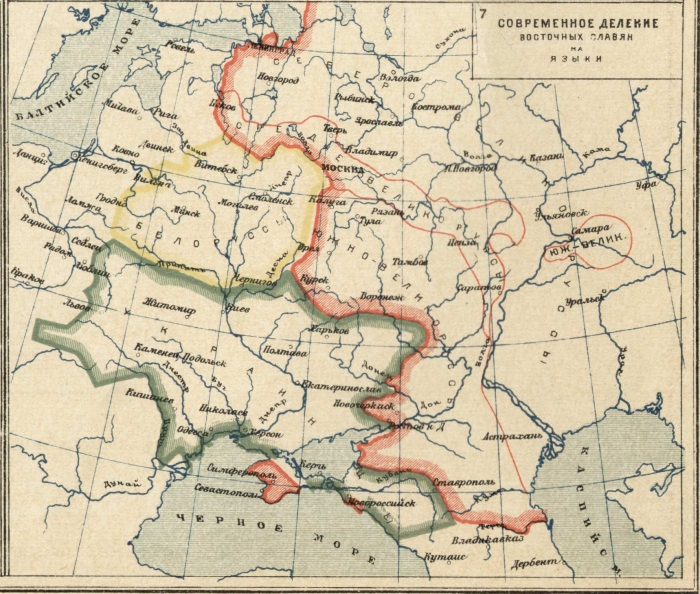
На мапі подані дані про українське населення Кубані у відсотках до всього населення Кубані за переписом 1926 року.

Із моменту падіння комуністичного режиму в СРСР на Кубані почався процес козацького і українського національного відродження.

### Преса
У 2003—2005 рр. в Донецьку як додаток до «Східного часопису» виходила міжрегіональна щомісячна газета «Козацький край» — для України, Подоння, Північного Кавказу (включно Кубань). Вона надавала свої шпальти для друку матеріалів про українське життя Кубані, Північного Кавказу, Подоння. Обсяг — 8-4 сторінок формату А3. Разовий наклад 3-2 тисячі. До складу редколегії «Козацького краю» входив, зокрема, Микола Тернавський — голова «Товариства української культури Кубані» (ТУКК). Нині видається газета Вісник [Архівовано 1 грудня 2018 у Wayback Machine.].

### Освіта
В останні роки у школах упроваджено факультативом вивчення козацької балачки, для чого використовуються підручники української мови, зокрема «Козак Мамай» (Краснодар — Донецьк -Київ, 1998 р., наклад — 3 тис. прим.).

### Громадські та наукові фундації
У 2003 році на Кубані виник перший в РФ осередок НТШ — як філія Донецького відділення НТШ. У 2003—2009 рр. науковці Кубані активно публікували свої наукові праці в Донецькому віснику Наукового товариства імені Шевченка, де окремим розділом виділялася кубанська тематика. Нині Кубанський осередок НТШ безпосередньо контактує з центральним офісом НТШ у Львові.
У 2006 році у Краснодарі зареєстрована Краснодарська крайова громадська організація «Співдружність Кубань-Україна». Організація проводить наукові конференції і видає збірники їх матеріалів «Кубань-Украина: вопросы историко-культурного взаимодействия» (видано 6 випусків: 2006, 2007, 2008, 2010, 2011, 2012 рр.)

### Кубанський козачий хор
Широко знаний Державний академічний ордена Дружби народів Кубанський козачий хор — національний козачий колектив Росії, який є найстаршим і найбільшим колективом країни. У його репертуарі — українські та російські народні пісні. Хоровий колектив був заснований 14 жовтня 1811 року як «Чорноморський Військовий співочий хор».

## Події 2014 року
Війна на сході України викликала неоднозначну реакцію на себе серед різних верств населення російської Кубані. Значна кількість сучасних кубанських козаків, піддавшись на агітацію офіційної пропаганди, вирушила воювати на український Донбас в лавах різноманітних сепаратистських загонів. Разом з тим, знайшлися серед сучасних кубанців і такі люди, що наважилися рішуче протестувати проти агресивної політики російської влади. Ними й було створене віртуальне товариство «Кубанська Народна Республіка», метою якого було викриття підступної політики московської влади, яка розпалює сепаратистські настрої в сусідніх державах, а разом з тим рішуче бореться з подібними тенденціями у власній країні. На 17 серпня 2014 року активістами «Кубанської Народної Республіки» був призначений «марш за федералізацію» у м. Краснодарі. Влада офіційно заборонила цей марш, а активісти «Кубанської Народної Республіки» Дар'я Полюдова і Сергій Титаренко були арештовані і знаходяться під слідством. Інші учасники цього руху — Петро Любченков і В'ячеслав Мартинов встигли втекти від переслідувань до України. Усі вони офіційно включені до Переліку терористів і екстремістів Росфінмоніторингу.